# Phù Lương, Cảnh Đức Trấn
Phù Lương (tiếng Trung: 浮梁县; bính âm: Fúliáng xiàn) là một huyện thuộc thành phố Cảnh Đức Trấn, tỉnh Giang Tây, Trung Quốc

## Hành chính
Phù Lương được chia ra làm 18 đơn vị hành chính cấp hương, gồm 10 trấn và 8 hương. Ngoài ra huyện này còn quản lí 2 đơn vị tương đương cấp hương khác
- Trấn: Nga Hồ (鹅湖镇), Kinh Công Kiều (经公桥镇), Giao Đàm (蛟潭镇), Tương Hồ (湘湖镇), Dao Lý (瑶里镇), Hồng Nguyên (洪源镇), Thọ An (寿安镇), Tam Long (三龙镇), Trĩ Than (峙滩镇)
- Hương: Vương Cảng (王港乡), Trang Loan (庄湾乡), Hoàng Đàn (黄坛乡), Hưng Điền (兴田乡), Giang Thôn (江村乡), Lặc Công (勒功乡), Tây Hồ (西湖乡), La Gia Kiều (罗家桥乡)

Đơn vị ngang cấp hương khác
- Khu công nghiệp Phù Lương (浮梁工业园区)
- Khu khai khẩn trồng trọt La Gia (罗家垦殖场)